# Ormosia kerrii
Ormosia kerrii är en ärtväxtart som beskrevs av Chawalit Niyomdham. Ormosia kerrii ingår i släktet Ormosia och familjen ärtväxter. Inga underarter finns listade i Catalogue of Life.